# Kubok Federacii SSSR 1990
La Coppa delle Federazioni sovietiche 1990 (in russo Кубок Федерации СССР?) fu la 5ª e ultima edizione del trofeo. Vide la vittoria finale dello Čornomorec', che così conquistò il suo primo titolo.

## Formula
Erano iscritte solo nove delle quindici formazioni partecipanti alla Vysšaja Liga 1990: non parteciparono Dinamo Mosca, Dinamo Kiev, Spartak Mosca e Torpedo Mosca, oltre allo Žalgiris, che per altro nel corso della stagioni si era ritirato dal campionato per la ritrovata indipendenza della Lituania. Le nove squadre furono divise in due gironi da cinque e quattro squadre: in ciascun girone si disputavano gare di sola andata per un totale di quattro e cinque incontri per squadra, assegnando due punti per la vittoria, uno per il pareggio e zero per la sconfitta. Erano ammesse in semifinale le prime due di ciascun girone.
Le due vincitrici dei gironi disputavano le semifinali in casa contro le due seconde classificate; le semifinali erano giocate su gare di sola andata, così, come la finale.

## Prima fase

### Girone A

#### Classifica finale
|  | Pos. | Squadra     | Pt | G | V | N | P | GF | GS | DR |
|  | ---- | ----------- | -- | - | - | - | - | -- | -- | -- |
|  | 1.   | Dnepr       | 6  | 4 | 2 | 2 | 0 | 11 | 5  | +6 |
|  | 2.   | Čornomorec' | 5  | 4 | 2 | 1 | 1 | 6  | 5  | +1 |
|  | 3.   | Ararat      | 4  | 4 | 2 | 0 | 2 | 11 | 11 | +0 |
|  | 4.   | Metalist    | 3  | 4 | 1 | 1 | 2 | 4  | 11 | -7 |
|  | 5.   | Šachtar     | 2  | 4 | 1 | 0 | 3 | 7  | 7  | +0 |

- Ammesse alla seconda fase: Dnepr e Čornomorec'

#### Risultati
| 1ª giornata         | 28 maggio 1990 |
|                     |                |
| Ararat-Šachtar      | 2-0            |
| Metalist-Dnepr      | 1-1            |
| Riposa: Čornomorec' |                |

| 2ª giornata       | 1 giugno 1990 |
|                   |               |
| Čornomorec'-Dnepr | 1-1           |
| Ararat-Metalist   | 4-0           |
| Riposa: Šachtar   |               |

| 3ª giornata        | 5/6 marzo 1990 |
|                    |                |
| Šachtar-Metalist   | 6-2            |
| Čornomorec'-Ararat | 3-2            |
| Riposa: Dnepr      |                |

| 4ª giornata         | 10/12 giugno 1990 |
|                     |                   |
| Dnepr-Ararat        | 8-3               |
| Šachtar-Čornomorec' | 1-2               |
| Riposa: Metalist    |                   |

| 5ª giornata          | 16 giugno 1990 |
|                      |                |
| Metalist-Čornomorec' | 1-0            |
| Dnepr-Šachtar        | 1-0            |
| Riposa: Ararat       |                |

### Girone B

#### Classifica finale
|  | Pos. | Squadra      | Pt | G | V | N | P | GF | GS | DR |
|  | ---- | ------------ | -- | - | - | - | - | -- | -- | -- |
|  | 1.   | Rotor        | 4  | 3 | 2 | 0 | 1 | 8  | 5  | +2 |
|  | 2.   | Dinamo Minsk | 4  | 3 | 2 | 0 | 1 | 5  | 3  | +2 |
|  | 3.   | CSKA Pamir   | 3  | 3 | 1 | 1 | 1 | 5  | 4  | -1 |
|  | 4.   | CSKA Mosca   | 1  | 3 | 0 | 1 | 2 | 1  | 7  | -6 |

- Ammesse alla seconda fase: Rotor e Dinamo Minsk

#### Risultati
| 1ª giornata                | 28 maggio/16 giugno 1990 |
|                            |                          |
| Dinamo Minsk-Pamir Dušanbe | 2-0                      |
| Rotor-CSKA Mosca           | 4-0                      |

| 2ª giornata              | 1/6 giugno 1990 |
|                          |                 |
| CSKA Mosca-Pamir Dušanbe | 1-1             |
| Rotor-Dinamo Minsk       | 3-1             |

| 3ª giornata             | 10/12 giugno 1990 |
|                         |                   |
| CSKA Mosca-Dinamo Minsk | 0-2               |
| Pamir Dušanbe-Rotor     | 4-1               |

## Seconda fase

### Semifinali
Partite disputate il 28 giugno 1990.
| Squadra 1 | Risultato | Squadra 2    |
| --------- | --------- | ------------ |
| Dnepr     | 1 – 0     | Dinamo Minsk |
| Rotor     | 0 – 3     | Čornomorec'  |

### Finale
| Arbitro: | Miroslav Stupar (Ivano-Frankivs'k) |

|                      |           |  |
| Spicyn 47’ Hecko 55’ | Marcatori |  |